# Noailhac (Aveyron)
Noailhac – miejscowość i dawna gmina we Francji, w regionie Oksytania, w departamencie Aveyron. W 2013 roku populacja ówczesnej gminy Noailhac wynosiła 175 mieszkańców. 
W dniu 1 stycznia 2016 roku z połączenia czterech ówczesnych gmin – Conques, Grand-Vabre, Noailhac oraz Saint-Cyprien-sur-Dourdou – powstała nowa gmina Conques-en-Rouergue. 